# Eurya gigantifolia
Eurya gigantifolia là một loài thực vật có hoa trong họ Pentaphylacaceae. Loài này được Y.K.Li mô tả khoa học đầu tiên năm 1984.